# Birgit Glorius

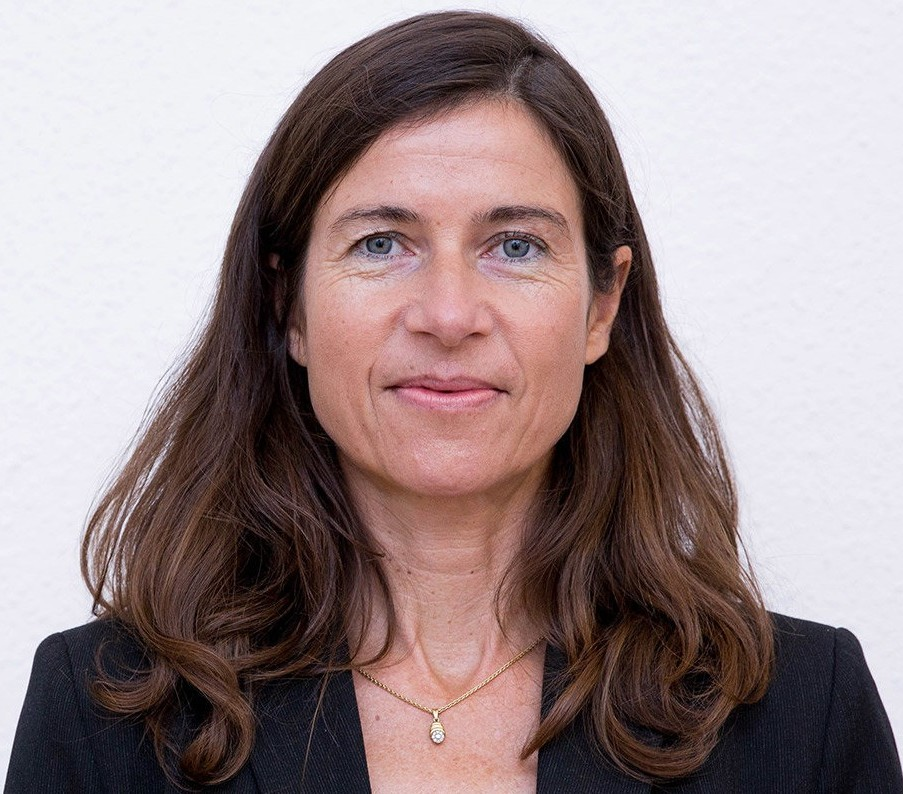
Birgit Glorius

Birgit Glorius (* 12. Mai 1970 in Bamberg) ist eine deutsche Sozialgeographin und Migrationsforscherin. 

## Leben und Wirken
Birgit Glorius promovierte an der Martin-Luther-Universität Halle-Wittenberg, wo sie von 1998 bis 2009 wissenschaftliche Mitarbeiterin war. In ihrer Dissertation befasste sie sich mit transnationalen Biographien am Beispiel polnischer Einwanderinnen und Einwanderer in Deutschland. Von 2010 bis 2013 war sie als wissenschaftliche Mitarbeiterin im Rahmen eines Forschungs- und Transferprojekts für die Stadt Leipzig tätig und entwickelte während dieser Zeit ein Monitoringsystem für Bildungsdaten sowie ein Konzept für stadtteilbezogenes Bildungsmanagement. Anfang 2013 trat sie eine Juniorprofessur für Humangeographie mit Schwerpunkt Ostmitteleuropa an der TU Chemnitz an. Nach erfolgreichem Tenure-Verfahren ist sie seit dem Oktober 2018 Inhaberin der Universitätsprofessur für Humangeographie mit Fokus auf Europäische Migrationsforschung an der TU Chemnitz.
Birgit Glorius forscht zu Migrationsprozessen und ihren Effekten auf Migranten, aber auch auf die Herkunfts- und Ankunftsländer. Weitere Schwerpunkte umfassen die Effekte des demographischen Wandels sowie Fragen einer nachhaltigen Regionalentwicklung. Regionale Forschungsschwerpunkte sind Ostdeutschland, Polen, Bulgarien und die Westbalkanstaaten. Seit 2015 widmet sie sich intensiv der Begleitforschung zur Aufnahme von Geflüchteten und untersucht die Aufnahmefähigkeit von Kommunen mit einem Schwerpunkt auf kleinere Städte und ländliche Regionen.
Birgit Glorius ist Mitglied in verschiedenen wissenschaftlichen Netzwerken, unter anderem IMISCOE, VGDH und dem Netzwerk Fluchtforschung, in dem sie von 2020 bis 2022 auch Vorstandsmitglied war. Im Jahr 2019 wurde sie in den Wissenschaftlichen Beirat beim Bundesamt für Migration und Flüchtlinge berufen. Im Jahr 2021 übernahm sie den Vorsitz dieses Gremiums. Seit Januar 2023 ist Birgit Glorius Mitglied des Sachverständigenrates für Integration und Migration (SVR) mit Sitz in Berlin. Seit 2023 ist sie Mitherausgeberin der Zeitschrift für Flucht- und Flüchtlingsforschung.
Im Rahmen ihres Forschungsschwerpunktes der kommunalen Aufnahme von Geflüchteten ist Glorius wissenschaftlich politikberatend tätig, u. a. für das sächsische Ministerium für Soziales, für Landkreise und kreisfreie Städte, aber auch für institutionalisierte Akteure der Zivilgesellschaft. Glorius ist eine gefragte Ansprechpartnerin für Medien, um Entwicklungen der Asylpolitik, Fluchtzuwanderung und der Aufnahmefähigkeit von Kommunen zu kommentieren. Sie kritisiert populistische Positionen im Asyldiskurs und wirbt für einen differenzierten Blick auf die Herausforderungen der Integration vor Ort.
2018 erhielt Glorius den Forschungspreis der TU Chemnitz für die erfolgreiche Einwerbung von EU-Fördergeldern für das des Horizon2020-Projekt CEASEVAL. 2023 erhielt sie zusammen mit ihrem Team den hochdotierten Kalliope-Preis für praxisorientierte Migrationsforschung von der Stiftung Deutsches Auswandererhaus in Bremerhaven.

## Publikationen (Auswahl)
- Birgit Glorius (2020): Internationale Migration in Ostdeutschland und ihre gesellschaftliche Wahrnehmung seit der Jahrtausendwende. In: Sören Becker & Matthias Naumann (Hrsg.), Regionalentwicklung in Ostdeutschland. Dynamiken, Perspektiven und der Beitrag der Humangeographie. Berlin/Heidelberg: Springer Spektrum, 223-234.
- Birgit Glorius (2020): Migrationsgeschichte Ostdeutschlands von der Zeit der DDR bis in die 1990er Jahre. In: Sören Becker & Matthias Naumann (Hrsg.), Regionalentwicklung in Ostdeutschland. Dynamiken, Perspektiven und der Beitrag der Humangeographie. Berlin/Heidelberg: Springer Spektrum, 211-222.
- René Kreichauf & Birgit Glorius (2021): Introduction: displacement, asylum and the city – theoretical approaches and empirical findings. Urban Geography 42(1), 869-893. doi:10.1080/02723638.2021.1978220
- Birgit Glorius (2022): Neue Heimat ländlicher Raum? Zum Umgang mit Einwanderung und “Fremdheit” in ländlichen Gemeinden Deutschlands. In: Bernd Belina, Andreas Kallert, Michael Mießner, & Matthias Naumann (Hrsg.), Ungleiche ländliche Räume. Widersprüche, Konzepte und Perspektiven. Bielefeld: transcript, 339-355.
- Tabea Scharrer, Birgit Glorius, J. Olaf Kleist, & Marcel Berlinghoff (2023): Flucht- und Flüchtlingsforschung, Handbuch für Wissenschaft und Studium. Wiesbaden: Nomos.
- Birgit Glorius: Das EU-Migrations- und Asylpaket. Bestandsaufnahme eines Reformversuchs. In: Aus Politik und Zeitgeschichte, Themenheft Flucht und Migration. 1. November 2024 (bpb.de).
- Glorius, B. (2025): Migration, Integration und Teilhabe in ostdeutschen Kommunen. In: Gesemann, F., Filsinger, D., Münch, S. (eds) Handbuch Lokale Integrationspolitik. Springer VS, Wiesbaden. doi:10.1007/978-3-658-43195-2_18-1